# Guruia longipes
Guruia longipes is een hooiwagen uit de familie echte hooiwagens (Phalangiidae).